# Sârbi
Sârbi is een Roemeense gemeente in het district Bihor.
Sârbi telt 2758 inwoners.